# Champ-Laurent
Champ-Laurent (auch: Champlaurent) ist eine französische Gemeinde mit 31 Einwohnern (Stand: 1. Januar 2022) innerhalb des Arrondissements Chambéry im Département Savoie in der Region Auvergne-Rhône-Alpes. Die Gemeinde gehört zum Kanton Saint-Pierre-d’Albigny (bis 2015: Kanton Chamoux-sur-Gelon). Die Einwohner werden Laurentains genannt.

## Geographie
Champ-Laurent liegt etwa 23 Kilometer ostsüdöstlich von Chambéry. Umgeben wird Champ-Laurent von den Nachbargemeinden Chamoux-sur-Gelon im Norden, Montendry im Norden und Nordosten, Le Pontet im Süden und Osten, Bourget-en-Huile im Süden, La Table im Südwesten sowie Villard-Léger im Westen.

## Bevölkerungsentwicklung
| Jahr                       | 1962 | 1968 | 1975 | 1982 | 1990 | 1999 | 2006 | 2013 |
| -------------------------- | ---- | ---- | ---- | ---- | ---- | ---- | ---- | ---- |
| Einwohner                  | 73   | 44   | 25   | 18   | 26   | 21   | 28   | 40   |
| Quellen: Cassini und INSEE |      |      |      |      |      |      |      |      |

## Sehenswürdigkeiten
- Kirche Saint-Blaise